# Doljanchi

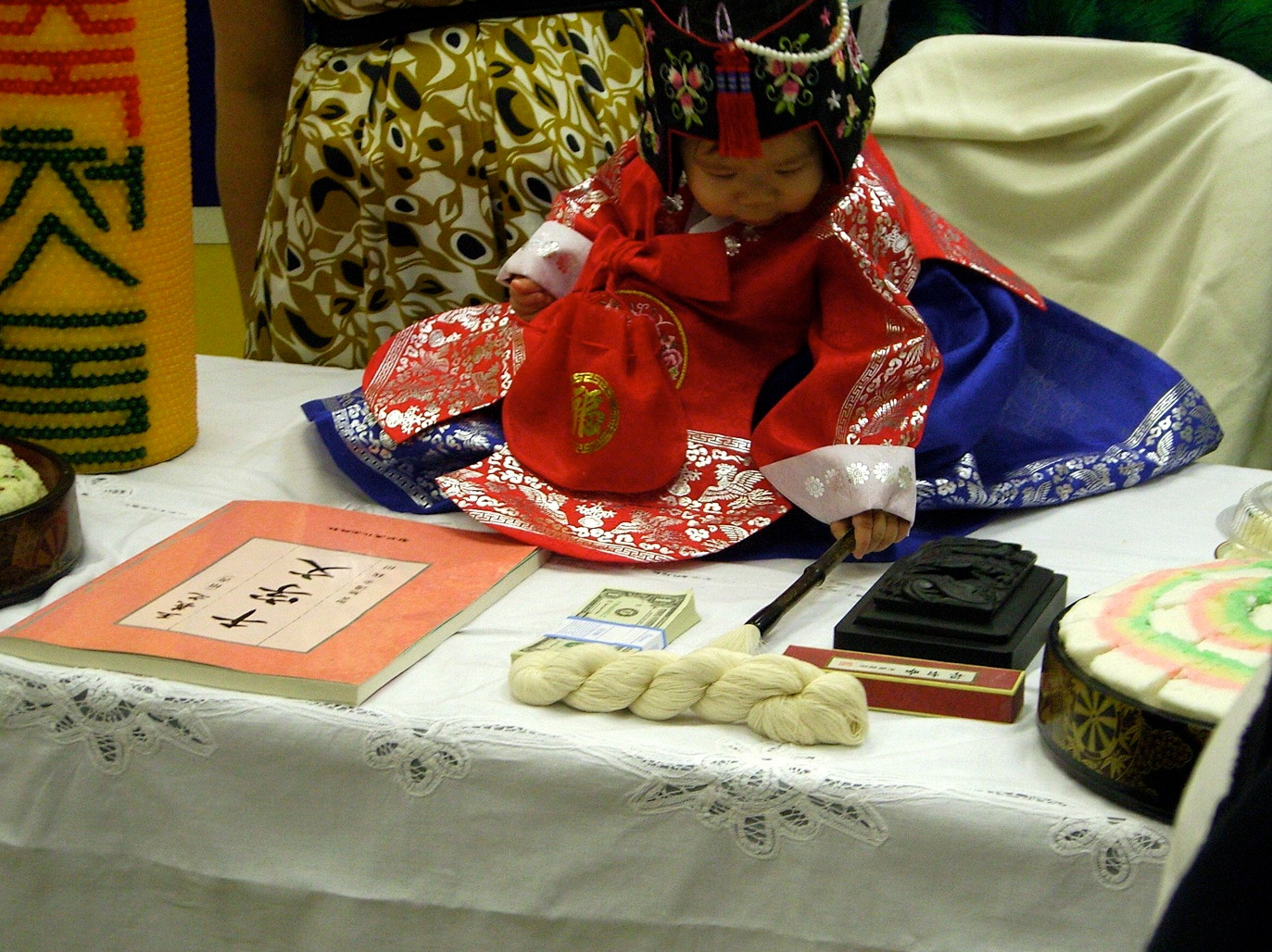
Doljabi

Dol ou doljanchi é uma tradição coreana que celebra o primeiro aniversário de um bebê. Esta cerimônia abençoa a criança com um futuro próspero e possui um grande significado na Coréia. Os bebês aniversariantes vestem um hanbok e um chapéu tradicional: um jobawi ou um gulle para as meninas e um bokgeon ou um hogeon para os meninos.

## História
No passado, a taxa de mortalidade de crianças era muito alta e muitas crianças morriam antes do seu primeiro aniversário, portanto o primeiro aniversário é um marco muito importante para o bebê e para os pais.

## Ritual
O ponto principal do dol é um ritual onde a criança é colocada em frente a uma mesa com alimentos e objetos, tais como barbantes, pincéis, tinta e dinheiro. A criança é, então, encorajada a pegar um objeto da mesa. Acredita-se que o objeto escolhido preverá o futuro da criança. Por exemplo, se a criança pegar um pincel ou um livro, ela está destinada a ser esperta. Se ela pegar o dinheiro, ela vai ser rica. Se ela pegar algum alimento, ela não passará fome. Se ela pegar o barbante, acredita-se que ela terá uma vida longa. Os tipos dos objetos colocados sobre a mesa para o bebê escolher mudaram ao longo do tempo, como um reflexo da percepção de evolução da sociedade das ocupações de sucesso. Entretanto, muitos pais permanecem mais tradicionais nas escolhas dos seus objetos. Este ritual é seguido de um banquete, cantoria e brincadeiras com as outras crianças. Muito frequentemente, os convidados presentearão dinheiro, roupa ou anéis de ouro aos pais da criança.